# Сакарі Маттіла
Сакарі Маттіла (фін. Sakari Mattila, нар. 14 липня 1989, Тампере) — фінський футболіст, півзахисник данського клубу «Сеннер'юск».
Виступав, зокрема, за клуби «Асколі» та «Фулгем», а також національну збірну Фінляндії.

## Клубна кар'єра
Народився 14 липня 1989 року в місті Тампере.
У дорослому футболі дебютував 2008 року виступами за команду клубу «ГІК», у якій того року взяв участь у 19 матчах чемпіонату. 
2009 перейшов до італійського «Удінезе», проте до основного складу клубу з Удіне не пробився. Натомість грав на умовах оренди, спочатку за «Асколі», а протягом 2010—2012 років у Швейцарії за  «Беллінцону».
У 2012 році повернувся до клубу «ГІК». Цього разу провів у складі його команди один сезон. Більшість часу, проведеного у складі «ГІКа», був основним гравцем команди.
З 2014 року один сезон захищав кольори команди клубу «Олесунн». Граючи у складі «Олесунна» також здебільшого виходив на поле в основному складі команди. А сезон 2015/16 провів в англійському «Фулгемі». Попри те, що того року лондонський клуб грав у другому за силою англійському дивізіоні, фін у складі його команди виходив на поле лише епізодично.
До складу данського «Сендер'юска» приєднався 2016 року.

## Виступи за збірні
У 2004 році дебютував у складі юнацької збірної Фінляндії, взяв участь у 13 іграх на юнацькому рівні, відзначившись 2 забитими голами.
З 2010 року залучався до складу молодіжної збірної Фінляндії. На молодіжному рівні зіграв у 9 офіційних матчах.
У 2013 році дебютував в офіційних матчах у складі національної збірної Фінляндії. Наразі провів у формі головної команди країни 9 матчів.